# Amandus
Amandus ou Æneus Salvius Amandus Augustus était un rebelle dans les Gaules sous l'empereur romain Dioclétien, chef des Bagaudes.

## Biographie
Amandus fomenta une révolte dans les Gaules vers l'an 285. Après la mort de l'empereur Carin, secondé par un nommé Élien (Œlianus), il prit la tête d'une troupe de paysans ruinés par les impôts, d'esclaves fugitifs et de voleurs. Ces deux brigands, s'étant fait donner le titre d'empereur, portèrent la désolation partout, ravageant les campagnes, brûlant les villages et rançonnant les villes. L'empereur Dioclétien envoya contre eux Maximien Hercule qui les affaiblit par plusieurs petits combats, puis les força de se retrancher dans une espèce de citadelle près de Paris (qu'on a depuis nommée Saint-Maur-des-Fossés). Maximien Hercule se rendit maître de cette forteresse, la rasa, et tua tous ceux qui s'y trouvaient. Amandus périt durant cette guerre.